# كينيث فالكنبيرغ
كينيث فالكنبيرغ هو لاعب كرة قدم ومدرب كرة قدم دنماركي، ولد في 15 مايو 1984 في الدنمارك في مملكة الدنمارك. لعب مع نادي سيلكيبورج.